# Technique
Technique – piąty album grupy New Order, wydany w 1989 roku. 

## Lista utworów
Wszystkie piosenki napisali Bernard Sumner, Peter Hook, Stephen Morris i Gillian Gilbert.
1. „Fine Time” – 4:42
2. „All the Way” – 3:22
3. „Love Less” – 2:58
4. „Round and Round” – 4:29
5. „Guilty Partner” – 4:44
6. „Run” – 4:29
7. „Mr. Disco” – 4:20
8. „Vanishing Point” – 5:15
9. „Dream Attack” – 5:13

### Bonus - wydanie kolekcjonerskie 2008
1. „Don't Do It” – 4:34
2. „Fine Line” – 4:45
3. „Round & Round” (12" Version) – 6:52
4. „Best & Marsh” – 4:32
5. „Run 2” – 5:26
6. „MTO” – 5:27
7. „Fine Time” (Silk Mix) – 6:19
8. „Vanishing Point” (Instrumental) – 5:12
9. „World in Motion” (Carabinieri Mix)

## Muzycy
- Bernard Sumner – śpiew, gitara, harmonijka klawiszowa, syntezatory
- Peter Hook – (4, 6) gitara basowa, perkusja, syntezatory
- Stephen Morris – perkusja, syntezatory
- Gillian Gilbert – syntezatory, gitara